# 哈馬利伊夫卡 (紹斯特卡區)
51°50′38″N 33°34′21″E / 51.84389°N 33.57250°E

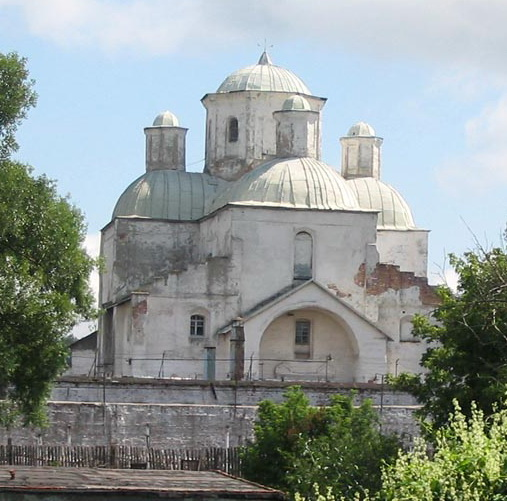

哈馬利伊夫卡（烏克蘭語：Гамаліївка）是烏克蘭中部的村落，隸屬蘇梅州紹斯特卡區紹斯特卡市鎮，該村處於紹斯特卡河畔，分別距離馬科韋2.5公里和紹斯特卡1公里，距離赫盧希夫約32公里，距離科諾托普約86公里。2001年人口534。